# 제니퍼 피니건
제니퍼 크리스티나 피니건(영어: Jennifer Christina Finnigan, 1979년 8월 22일 ~ )은 캐나다의 배우이다. 미국 연속극 《더 볼드 앤 더 뷰티풀》의 브리짓 포레스터 역으로 잘 알려져 있다.

## 출연 작품

### 영화
- The Stalking of Laurie Show (2000)
- High Hopes (2006)
- 베토벤스 빅 브레이크 (2008)
- The Coverup (2008)
- What Color Is Love? (2009)
- Cookie (2011) - 단편
- 컨셉션 (2011, Conception)
- 완벽한 섹스의 발견 (2014, The Opposite Sex)

### 텔레비전
- 더 볼드 앤 더 뷰티풀 (2000-04)
- 크로싱 조던 (2004)
- 데드 존 (2005, 2007, The Dead Zone)
- 클로스 투 홈 (2005-07)
- 더 레이트 레이트 쇼 위드 크레이그 퍼거슨 (2005-10)
- Better with You (2010-11)
- 먼데이 모닝스 (2013)
- 타이런트 (2014-16)